# Жечиця (Західнопоморське воєводство)
Жечиця (пол. Rzeczyca, нім. Knakendorf) — село в Польщі, у гміні Тучно Валецького повіту Західнопоморського воєводства.
Населення — 204 особи (2011).
У 1975-1998 роках село належало до Пільського воєводства.

## Демографія
Демографічна структура станом на 31 березня 2011 року:
|          | Загалом | Допрацездатний вік | Працездатний вік | Постпрацездатний вік |
| -------- | ------- | ------------------ | ---------------- | -------------------- |
| Чоловіки | 105     | 21                 | 72               | 12                   |
| Жінки    | 99      | 17                 | 58               | 24                   |
| Разом    | 204     | 38                 | 130              | 36                   |